# Натт, Джон

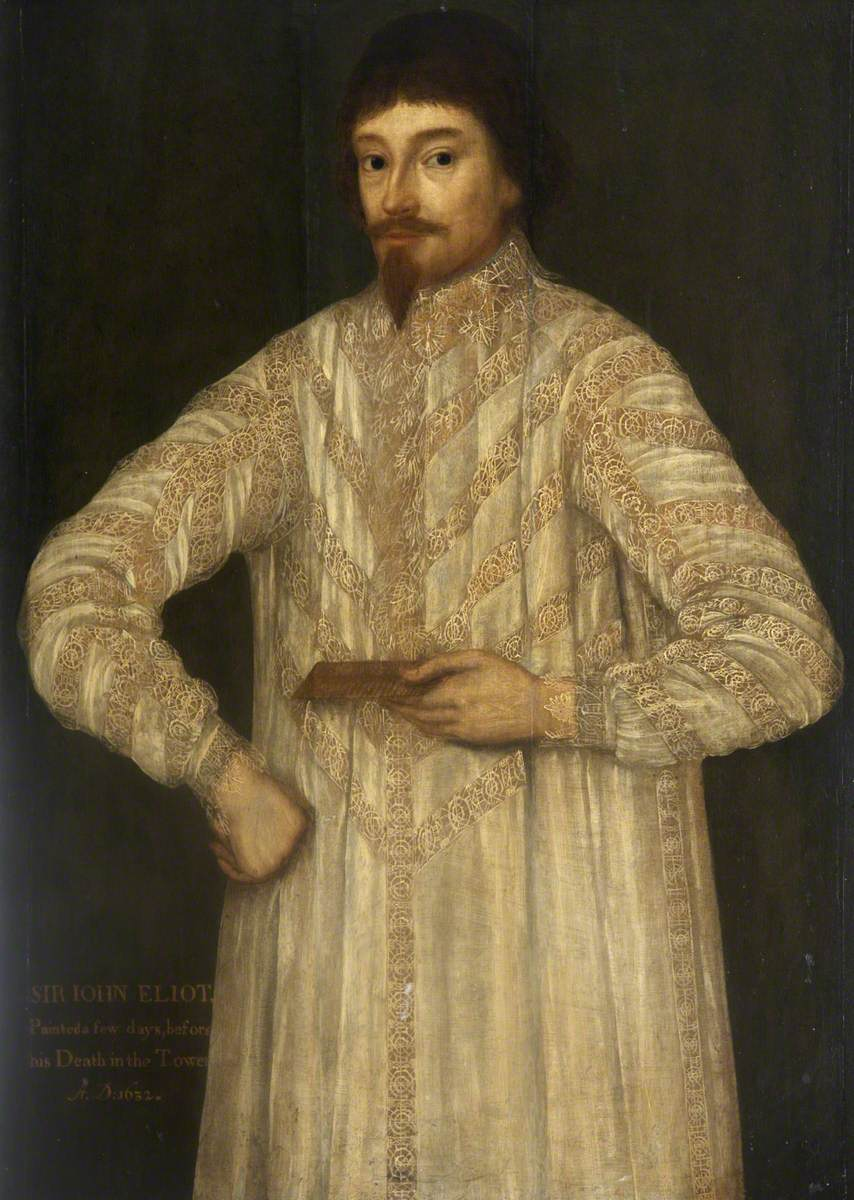
Джон Натт

Джон Натт (до 1600 г. — после 1632 г.) — английский пират, один из известнейших разбойников своего времени. Совершал набеги на побережье южной Канады и западной Англии более трёх лет, пока в 1623 году не был пойман Джоном Элиотом. Процесс над Джоном Наттом вызвал скандал в английском суде после того, как Натт заплатил Элиоту 500 фунтов стерлингов в обмен на помилование, а затем был освобождён госсекретарём Джорджем Калвертом.

## Биография
Родился в Лимпстоне, недалеко от Эксмута в Девоне, Англия. Около 1620 года Джон Натт на Дартмутском корабле прибыл в Ньюфаундленд в качестве артиллериста. Он решил поселиться там навсегда и перевёз свою семью в Торбей на территории Ньюфаундленда. Вскоре он собрал команду, с которой летом 1621 года захватил небольшое французское рыболовецкое судно, а также два французских корабля (по другим данным это были английский и фламандский корабли). Затем Натт вернулся к западному побережью Англии, где продолжил привлекать в свою команду безработных моряков, особенно тех, кого призвали на флот принудительно. Ему удалось переманить значительное число моряков Королевского флота, которым он выплачивал регулярную зарплату и комиссионные. Натт также оказывал услуги по защите французских и английских поселений, включая колонию Авалон, находившуюся тогда под руководством Джорджа Калверта.
Более трёх лет Натт совершал набеги на суда в заливе Святого Лаврентия и в Ирландском море. Ему удавалось успешно избегать поимки, пока он не попросил королевского помилования у Джона Элиота, вице-адмирала Девона в обмен на залог в размере 500 фунтов стерлингов. Однако когда Натт вернулся в Англию, Элиот арестовал его и заключил в тюрьму. Натта осудили за пиратство и должны были повесить, но в дело вмешался Джордж Калверт, государственный секретарь, бывший другом и соратником Натта, когда тот с семьёй жил в колонии Авалон. Натт был помилован, а также получил компенсацию в размере 100 фунтов стерлингов, в то время как Элиот был обвинен в должностных преступлениях и заключён в тюрьму.